# Neoregnellia
Neoregnellia é um género botânico pertencente à família Malvaceae.